# 王國光 (正德進士)
王國光（？年—？年），字君重，江西豐城縣（今江西省豐城市）雲嶺屯溪人。明朝政治人物。

## 生平
正德五年（1510年）庚午科江西鄉試舉人，正德九年（1514年）甲戌科進士。授廣東揭阳县知县，擢南京兵部武庫司主事，轉兵部武選司。大禮議時，參與左順門哭諫，受杖罷職。鄉舉讀書，僅與同鄉舒芬有所往來。